# Johann Georg Linike
Johann Georg Linike (soms ook: Linecke of Linicke) (?, ca. 1680 – Neustrelitz, 1762) was een Duits componist, dirigent en violist.

## Levensloop
Linike kwam vanuit een muzikaal gezin uit de Mark Brandenburg en was een leerling van de componist en muziektheoreticus Johann Theile in Berlijn. Tijdens de treurplechtigheden van de koningin Sophie Charlotte van Hannover trad hij als violist op; tot 1713 was hij tweede kapelmeester van de muziekkapel aan het hof in Berlijn. Toen Frederik Willem I van Pruisen Koning van Pruisen werd, is deze kapel in 1713 opgelost en Linike vertrok naar Weißenfels, waar hij tot 1721 kapelmeester in de hofkapel van hertog Johan George van Saksen-Weißenfels werd. Vervolgens was hij meerdere jaren tot 1725 in Londen. Daarna kwam hij als concertmeester aan het opera- en theaterorkest in Hamburg onder leiding van Reinhard Keiser. Tegelijkertijd was hij tweede kapelmeester. In 1728 werd hij kapelmeester aan het hof van groothertog Adolf Frederik III van Mecklenburg-Strelitz en bleef in deze functie tot 1761.
Als componist schreef hij verschillende orkestwerken, vocale muziek en kamermuziek.

## Composities

### Werken voor orkest
- 1737 Mortorium à 5 (Sonate), voor trompet con sordino, hobo, dwarsfluit, viool en basso continuo
- Concert in F majeur, voor 2 hobo's, viool, strijkers en basso continuo
- Concert in G majeur, voor 2 hobo's, viool, strijkers en basso continuo
- Concert in G majeur, voor blokfluit, strijkers en basso continuo
- Concert in G majeur, voor 2 blokfluiten, 2 dwarsfluiten en basso continuo
- Concerto à 5, voor 2 violen, altviool, hobo en klavecimbel
- Ouverture à 7, voor 2 hobo's, 2 violen, altviool, cello en klavecimbel

### Werken voor harmonieorkest
- Linike Suite - bewerkt door Arie den Arend

### Vocale muziek

#### Cantates
- Cantate, voor sopraan en basso continuo

### Kamermuziek
- Concerto, voor viool en klavecimbel
- Sonate, voor dwarsfluit, fagot (of cello), viola da gamba en basso continuo
- Sonate, voor dwarsfluit, viool en basso continuo
- Sonate, voor dwarsfluit (of viool) en basso continuo
- Sonate in F majeur, voor sopraanblokfluit (of hobo, of viool) en basso continuo
- Sonate a 3, voor altblokfluit, fagot (of cello) en basso continuo
- Suite, voor 2 blokfluiten en basso continuo
- Trio, voor dwarsfluit, hobo (of viool) en basso continuo
- Trios, voor dwarsfluit, viool en basso continuo (onvolledig)
- Trio Sonate in C majeur, voor hobo, viool en basso continuo